# 约翰·本杰明·鲍威尔
约翰·本杰明·鲍威尔（英語：John Benjamin Powell，1888年—1947年2月28日）（中文当时稱为“鲍维尔”），20世纪上半叶美国驻华新闻记者，《密勒氏评论报》主笔和发行人。

## 生平
1888年，鲍威尔出生于美国密苏里州东北部的一个农场。1912年毕业于密苏里大学新闻学院，任《信使报》发行部经理、广告部经理和市政专栏编辑，1916年回到母校密苏里大学任教。1917年初，鲍威尔应密勒之邀，前往中国上海，帮助创办英文《密勒氏评论报》。6月9日创刊。同年，鲍威尔兼任《芝加哥论坛报》驻中国记者。1919年，鲍威尔接办《密勒氏评论报》，自任主笔和发行人。
1923年，鲍威尔遭遇临城劫车案，在山东枣庄附近被土匪孙美瑶扣留为人质，他尚在被扣期间，就将这段经历作为通讯发出。
1927年北伐战争期间，外国军队进驻上海，《密勒氏评论报》表示反对军事干涉。
1940年7月14日，日军要求上海公共租界工部局驱逐6名外籍记者，鲍威尔名列其中。
1941年太平洋战争爆发后，《密勒氏评论报》遭日本人查封。12月20日，鲍威尔在都城饭店的寓所内被日军逮捕，关押在虹口北四川路大桥大楼改建的监狱，次年又转移到江湾监狱，在狱中双足罹患严重的脚坏疽，不能行走。1943年作为交换战俘乘船回美国。
鲍威尔回国后完成了对华回忆录《我在中国的25年》（My Twenty Five Years In China），涉及20世纪上半叶中国许多重要历史事件。1947年2月28日，鲍威尔在华盛顿去世。

## 子女
- 儿子：约翰·W·鲍威尔（英语：John W. Powell）（1919-2008）曾因朝鲜战争细菌战指控指控美国政府被煽动叛乱罪起诉[3]